# Čilec
Čilec (deutsch Czilletz, auch Tschilletz) ist eine Gemeinde in Tschechien. Sie liegt sechs Kilometer nordwestlich von Nymburk und gehört zum im Okres Nymburk.

## Geographie

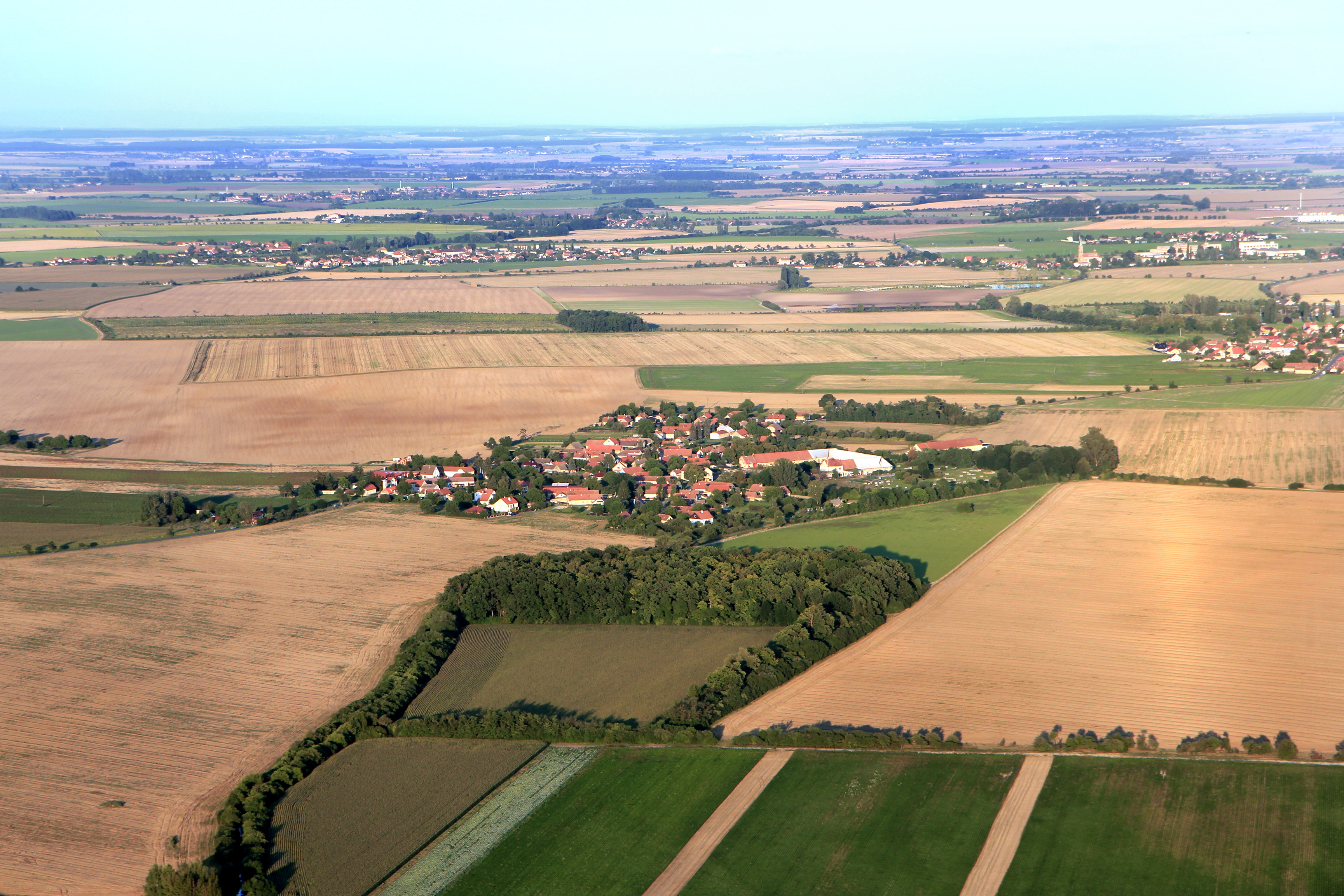
Luftaufnahme von Čilec

Čilec befindet sich in der Quellmulde des Čilecký potok, eines Zuflusses der Vlkava, auf der Böhmischen Tafel. Östlich führt die Eisenbahnstrecke von Nymburk nach Mladá Boleslav vorbei.
Nachbarorte sind Zavadilka und Jizbice im Norden, Krchleby im Nordosten, Obora und Všechlapy im Osten, Veleliby und Dvory im Südosten, Kamenné Zboží im Süden, Šibice und Hronětice im Südwesten, Vápensko und Kačerov im Westen sowie Zbožíčko und Straky im Nordwesten.

## Geschichte
Die erste schriftliche Erwähnung der Feste Čilec erfolgte im Jahre 1398 als Sitz des Vladiken Jan von Čilec, der bis 1408 nachweisbar ist. Zwischen 1418 und 1440 besaßen die Naček von Čilec die Feste. Danach wurden die Herren von Kunwald auf Burg Dražice Besitzer des Dorfes. Bohuslav von Kunwald stiftete Čilec 1450 dem von ihm gegründeten Spital in Neu Benatek. Zusammen mit der Herrschaft Dražice ging das Dorf nachfolgend an Hynko Borsito von Martinic und 1512 an Friedrich von Dohna († 1547) auf Mydlovar über. Dieser verlegte 1526 den Herrschaftssitz von Dražice nach Benatek. 1599 kaufte Rudolf II. die Herrschaft von den Burggrafen von Dohna. Kaiser Ferdinand III. verkaufte die Kammerherrschaft 1647 seinem General Johann von Werth. Das Dorf war durch den Krieg verwüstet und in der berní rula sind 1654 für Čilec lediglich zwei Bauern und zwei Kötter ausgewiesen. Auch die Feste war erloschen.
1787 bestand das Dorf aus 21 Häusern und hatte 147 Bewohner. Bis 1835 war die Zahl der Häuser auf 27 angewachsen, in ihnen lebten 176 Menschen. Bis zur Aufhebung der Patrimonialherrschaften blieb Čilec Teil der Herrschaft Benatek. Ab 1850 bildete Čilec einen Ortsteil der politischen Gemeinde Dvory im Bezirk Poděbrady.
Zum Ende des 19. Jahrhunderts verkauften die Grafen Thun und Hohenstein die Benateker Güter an die k.k. privilegierte Österreichische Länderbank. 1880 hatte Čilec 312 Einwohner und 1900 waren es 313. 1898 trennte die Bank den Gutshof Zdonín ab und veräußerte ihn. 1907 entstand die politische Gemeinde Čilec. Der Gutshof Čilec, dem auch die Höfe in Kačerov und Zbožíčko angeschlossen waren, beschäftigte im Jahre 1908 100 Arbeiter. Zu Beginn des 20. Jahrhunderts verkaufte die Länderbank die Benateker Güter mit den Höfen Kačerov, Šibice, Kostomlaty nad Labem und Kamenné Zboží an Ferdinand Graf Kinsky auf Lysá nad Labem. 1924 verpachtete Kinsky die Güter an das Unternehmen Beniš in Litol. Im Zuge der Bodenreformen erfolgte 1925 eine Parzellierung von Teilen des Großgrundbesitzes. Dem Hof Čilec verbleiben 149 ha Ackerland. 1934 kam die Gemeinde zum Okres Nymburk. Im Zuge der Neubesiedlung des Sudetenlandes nach dem Odsun verließen 73 Einwohner das Dorf und zogen in die Grenzgebiete.
1968 besetzte die Rote Armee den nahegelegenen Truppenübungsplatz Milovice und den Flugplatz Boží Dar einschließlich des bei Čilec gelegenen Militärpostens "Na Bejkovce". Bis zum Abzug der Sowjets im Jahre 1991 lag das Dorf im Einflugsgebiet der Überschallflugzeuge. Zwischen 1980 und 1991 war Čilec nach Straky eingemeindet. Čilec besteht aus heute 106 Wohnhäusern.

## Gemeindegliederung
Für die Gemeinde Čilec sind keine Ortsteile ausgewiesen.

## Sehenswürdigkeiten
- Marienkapelle, geweiht 1903